# Oskar Kallas
Oskar Philipp Kallas, född 25 oktober 1868 i byn Kirikuküla, Kaarma, död 26 januari 1946 i Stockholm, var en estnisk etnograf och diplomat. Han var från 1900 gift med Aino Kallas.
Kallas blev filosofie doktor i Helsingfors 1901 och var verksam som lärare, journalist och museiman 1901–18. Åren 1918–22 var han Estlands minister i Helsingfors, därefter i London.